# Fargo (Lkw-Marke)

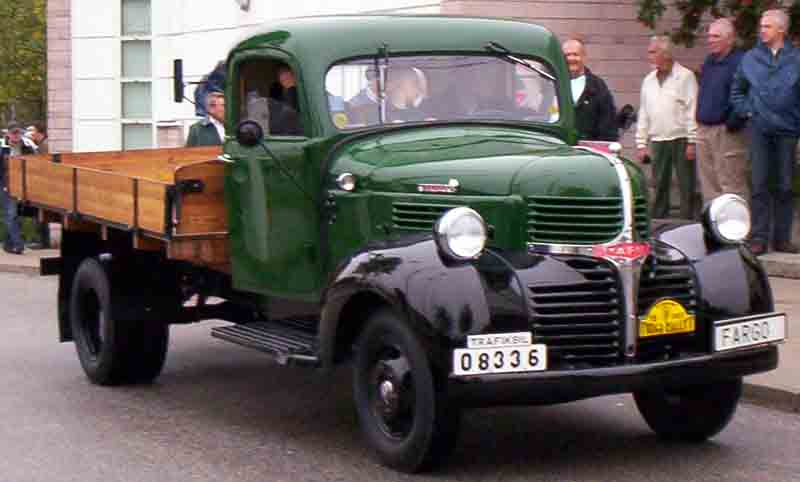
Fargo FK2-33 (1946)

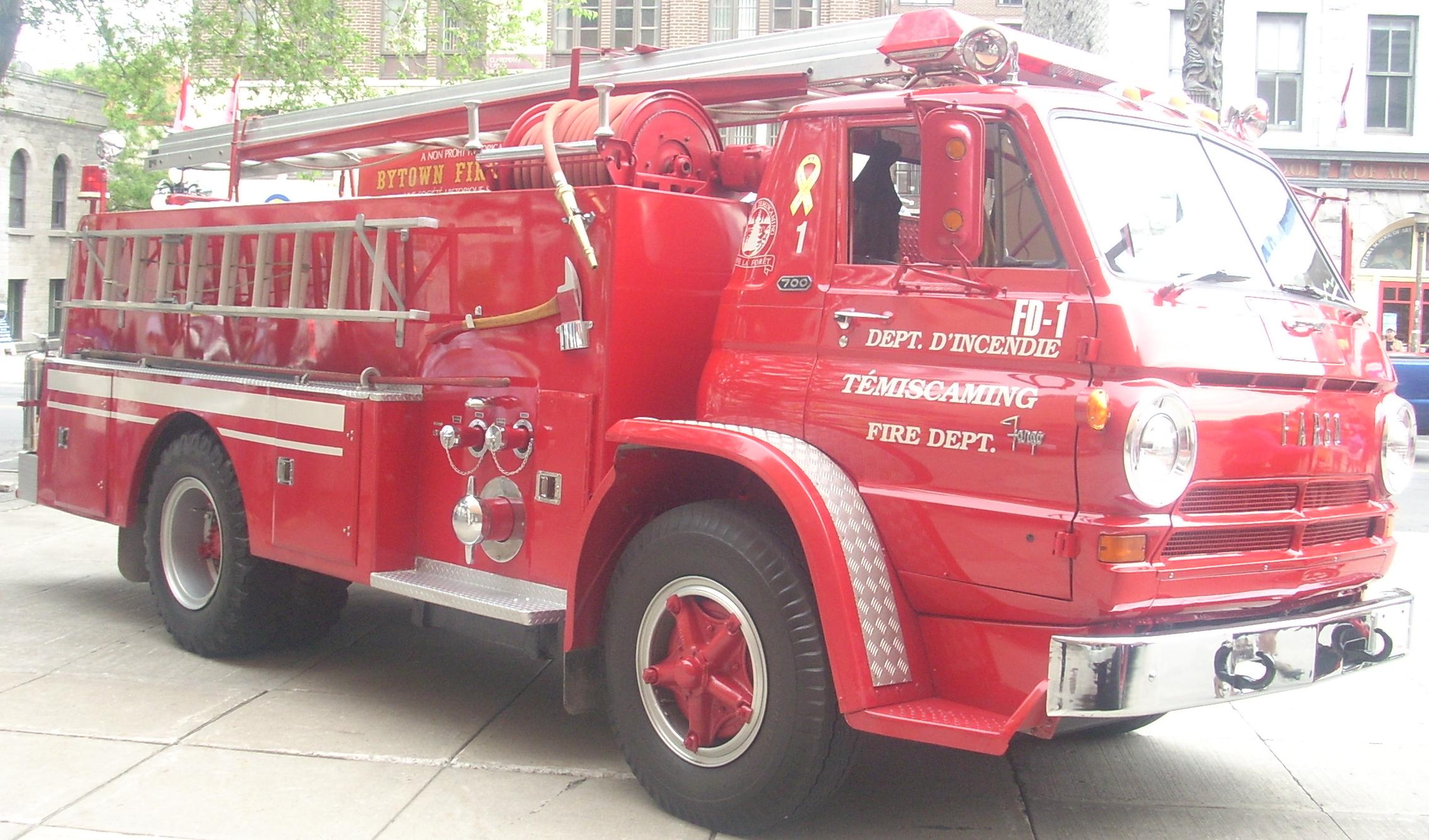
Fargo-Feuerwehr-Pumpfahrzeug aus Témiscaming (Quebec)

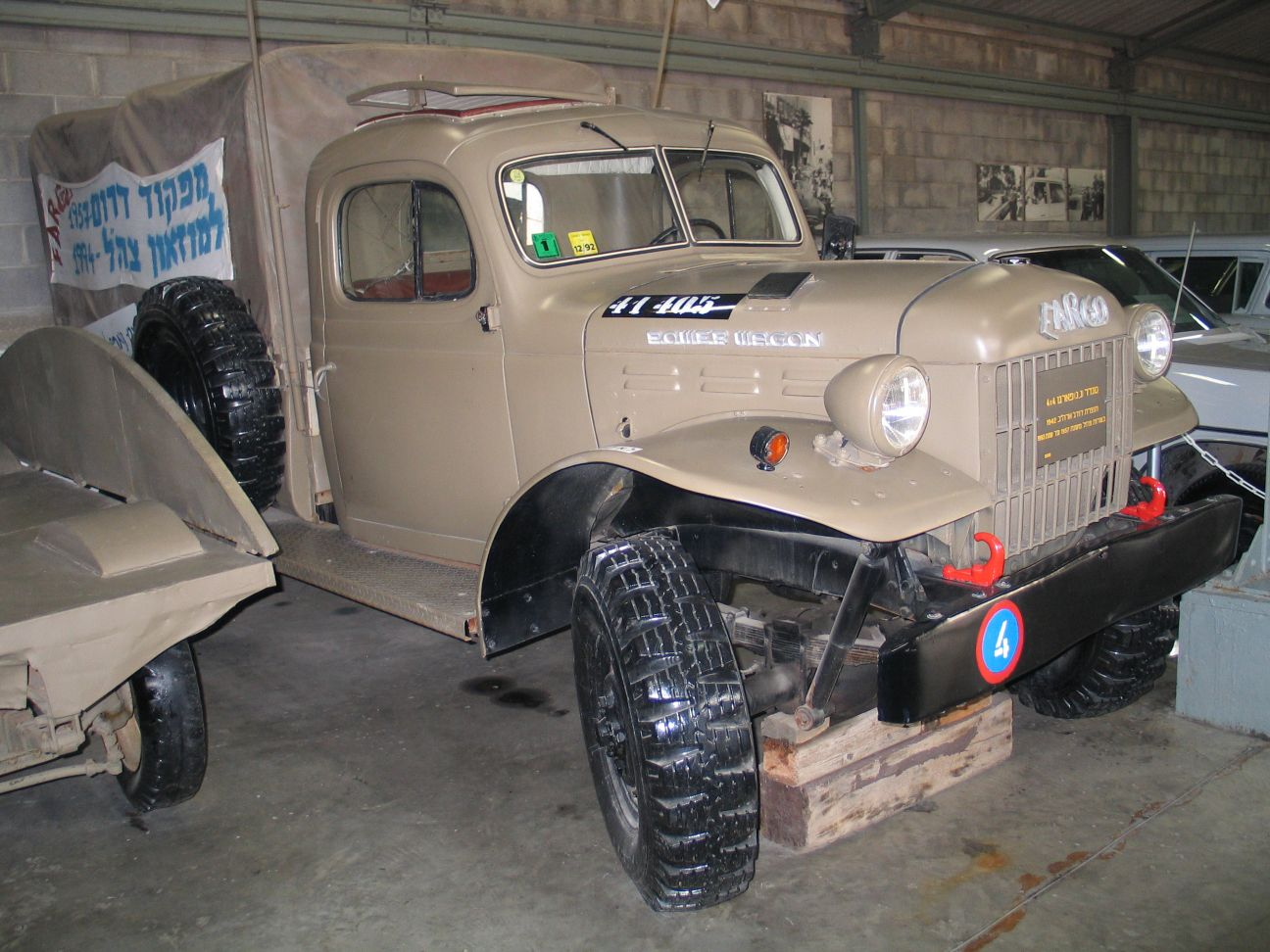
Fargo Power Wagon im Batey ha-Osef Museum in Israel

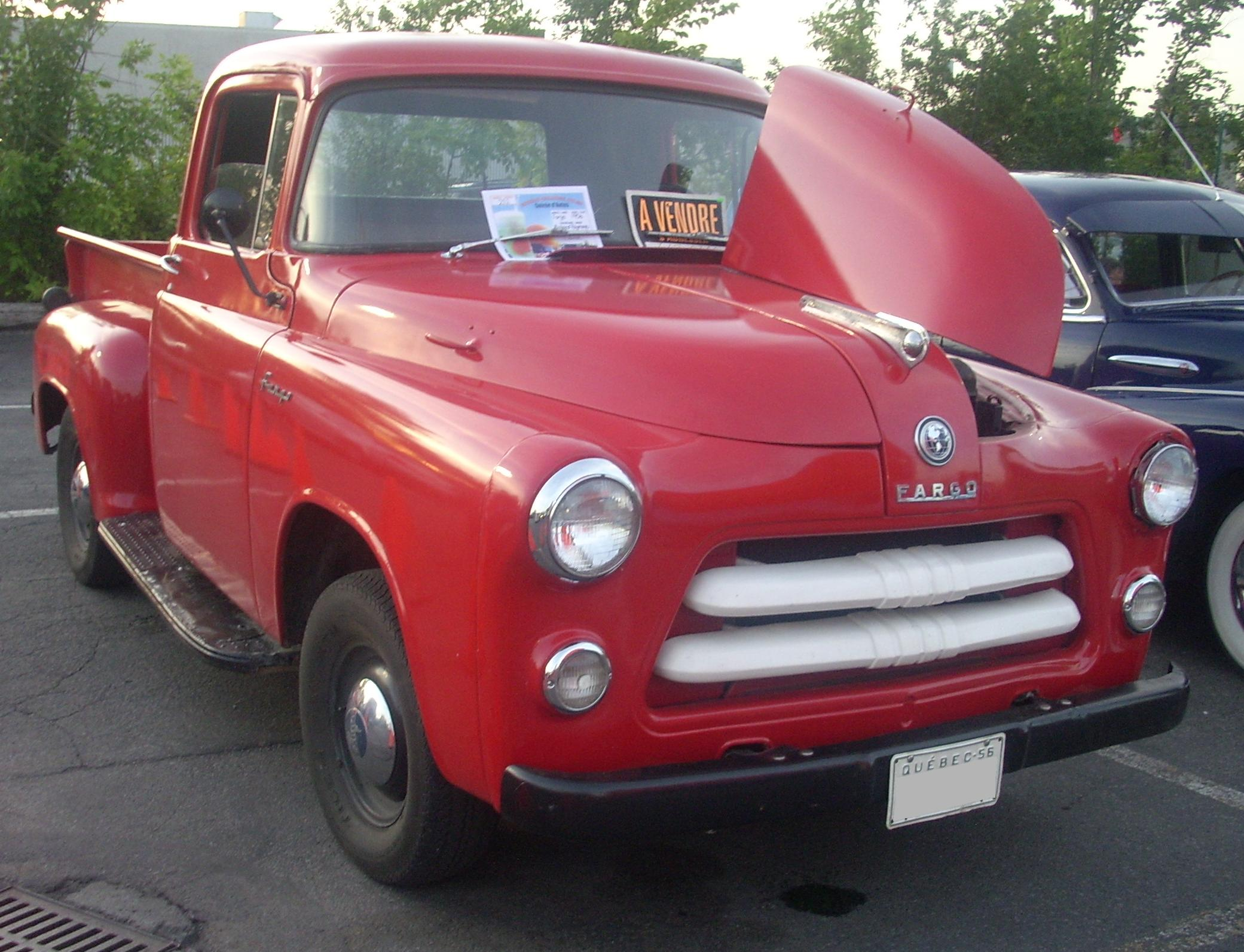
Fargo Pick-up (1956)

Fargo war eine Fahrzeugmarke von Chrysler, die fast ausschließlich für Nutzfahrzeuge genutzt wurde. Die Fargo-Lkw ähnelten stark den Dodge-Lkw, hatten aber eine andere Außenausstattung und andere Namen. Sie wurden von Chrysler- und Plymouth-Händlern vertrieben. Die Produktion begann 1928 oder Ende der 1920er-Jahre.

## Beschreibung
Der Name Fargo verschwand 1972 in Kanada, aber in anderen Staaten der Welt wurde er von Chrysler in ihrem Badge-Engineering-Programm länger verwendet. Die meisten Fahrgestelle von Fargo-Lkw und -Bussen, die in Argentinien, Finnland, Australien, Indien und anderen Ländern Europas und Asiens verkauft wurden, entstanden im Chrysler-Werk in Kew (London). Die meisten wurden als Dodge oder Commer verkauft.
Theorien über die Entstehung des Namens Fargo sagen aus, dass Chrysler damit an den weiten Wilden Westen, symbolisiert durch die Stadt Fargo (North Dakota) und die Postkutschenlinie Wells Fargo gemahnen wollte, andere legen ein Wortspiel aus „far“ (dt.: weit) und „go“ (dt.: gehen, fahren) zu Grunde, das auf die Langlebigkeit der Fahrzeuge anspielen sollte.
Die Marke Fargo existierte noch in der Türkei, wo Fargo- und DeSoto-Lkw von Askam bis 2015 gebaut wurden.

## Personenkraftwagen
1928 entstanden einige Personenkraftwagen. Der Packet hatte einen Vierzylindermotor und der Clipper einen Sechszylindermotor. Beide waren als Limousine und Kombi erhältlich.